# 利帕 (多利納區)
48°56′51″N 23°42′54″E / 48.94750°N 23.71500°E

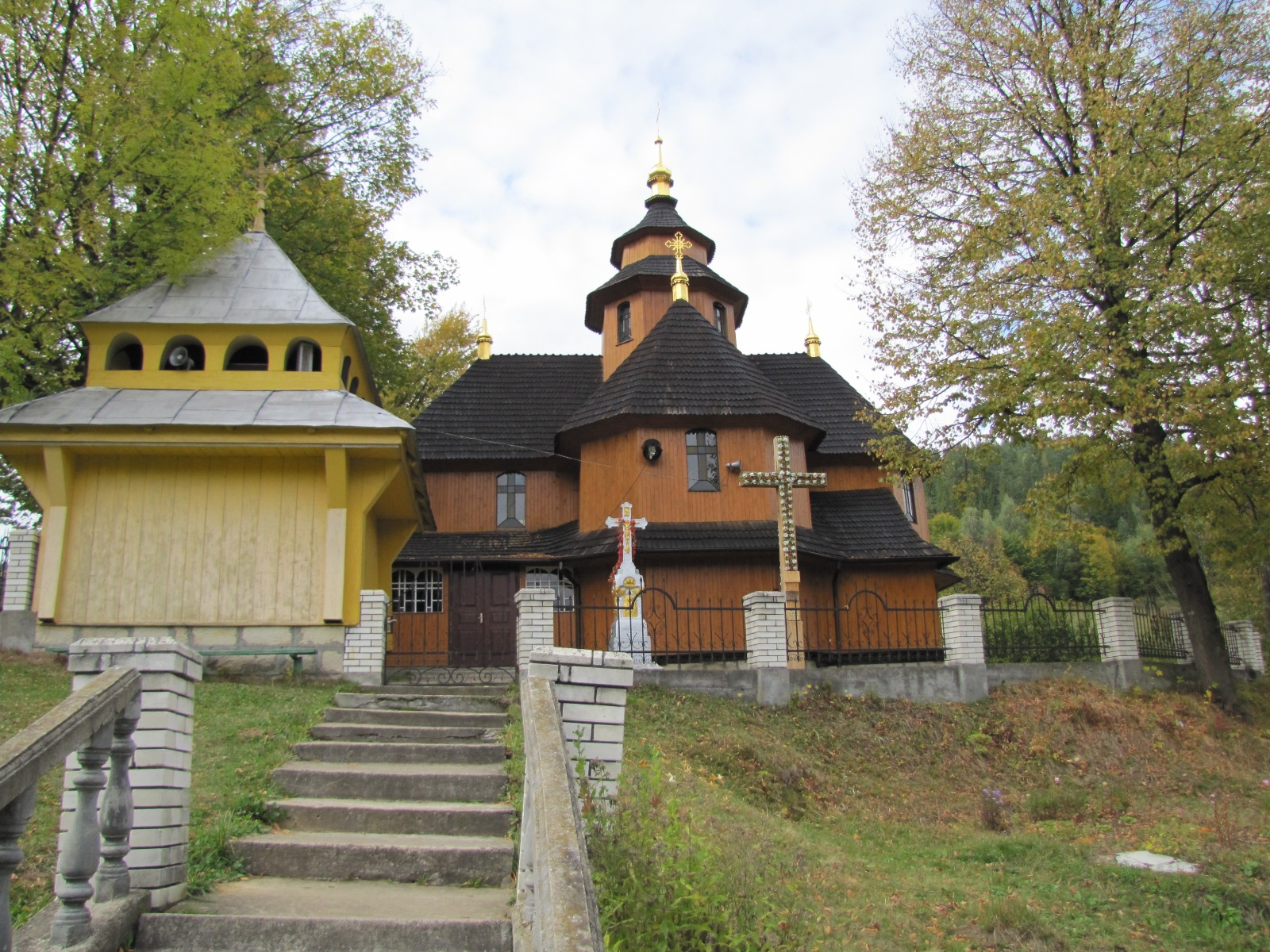

利帕（烏克蘭語：Липа），是烏克蘭西部的村莊，隸屬伊萬諾-弗蘭科夫斯克州的卡盧什區。該村始建於1710年，面積23.7平方公里，2001年人口306，人口密度每平方公里12.9人。